# Mikoyan MiG-35
Mikoyan MiG-35 (tiếng Nga: Микоян МиГ-35) (tên ký hiệu của NATO Fulcrum F) là một kiểu máy bay mới nhất thuộc dòng Mikoyan MiG-29. Trang bị động cơ phản lực RD-33 với những miệng ống điều khiển hướng phụt linh động có khả năng cơ động cao, sức đẩy lớn và sử dụng công nghệ fly-by-wire. MiG-35 sử dụng khung của MiG-29M1, trước đây được biết đến với tên gọi MiG-29OVT (MiG-29M2 và MiG-29MRCA được dùng để gọi những phiên bản có 2 chỗ ngồi).

## Miêu tả
Loại máy bay chiến đấu đa chức năng đời mới của MiG (MFI - Mnogofounksionalni Frontovoi Istrebiel) được công khai xuất hiện vào 12 tháng 1-1999. Dự án được phát triển từ năm 1986, nó có vài tên gọi khác nhau như 1.42, 1.44, I-42 và I-44, MiG-35 và MiG-39 là tên gọi không chính thức được áp dụng cho một số người quan sát. Người ta tin rằng 1.42 và 1.44 là tên gọi của 2 nguyên mẫu, 1.42 được sử dụng trong các chuyến bay thử nghiệm khung máy bay. Loại máy bay tấn công đa chức năng thế thệ 5 này được phát triển bởi công ty hàng không MiG, và việc sản xuất liên kết với công ty công nghiệp quân đội MAPO.
Mẫu đầu tiên được chuyển giao vào đầu năm 1994, và trong tháng 12-1994 việc chạy thử được chỉ đạo tiếp theo sau cuộc thử nghiệm bị hoãn vào lần trước do thiếu ngân sách. Nó được trang bị 2 động cơ AL41F với lực đẩy hơn 8000 kg mỗi chiếc, cung cấp vận tốc cực đại là 2.500 km/h. Cánh chính có tên gọi là "duck" (vịt) đã được cải tiến nhằm làm nổi bật đường nét khí động học, sải cánh dài 15 m và chiều dài từ 2 điểm đầu cánh là 20 m.
MAPO-MiG đòi hỏi loại máy bay chiến đấu mới có khả năng vượt trội so với F-22 Raptor, một loại máy bay chiến đấu ưu việt của không quân Mỹ. Dù nhiệm vụ của dự án MFI là giành ưu thế trên không, không giống như F-22, MFI cũng có khả năng thực hiện nhiệm vụ tấn công, và như vậy trong cả quan niệm và cấu tạo thì nó có khả năng giống với loại tiêm kích đa năng Eurofighter Typhoon của Châu Âu. Giống F-22, MFI có cùng hệ thống động cơ phun vecto có khả năng thay đổi hướng phụt, điều đó cho phép nó làm những động tác rẽ đột ngột. Nó cũng có khả năng hoạt động bí mật, với cánh và cấu trúc thân máy bay được làm bằng sợi các-bon và vật liệu polyme composite. Những đặc tính hành động bí mật gồm radar bao phủ gây nhiễu, giảm bớt hơi nóng. Radar xung doppler thế hệ thứ 5 có anten quét mảng đa chiều với sự quét điện tử để đồng thời tấn công 20 mục tiêu. Máy bay có thể mang tên lửa không đối không tầm xa và tên lửa không đối đất có điều khiển, và nó còn được vũ trang với một khẩu pháo 30 mm. 

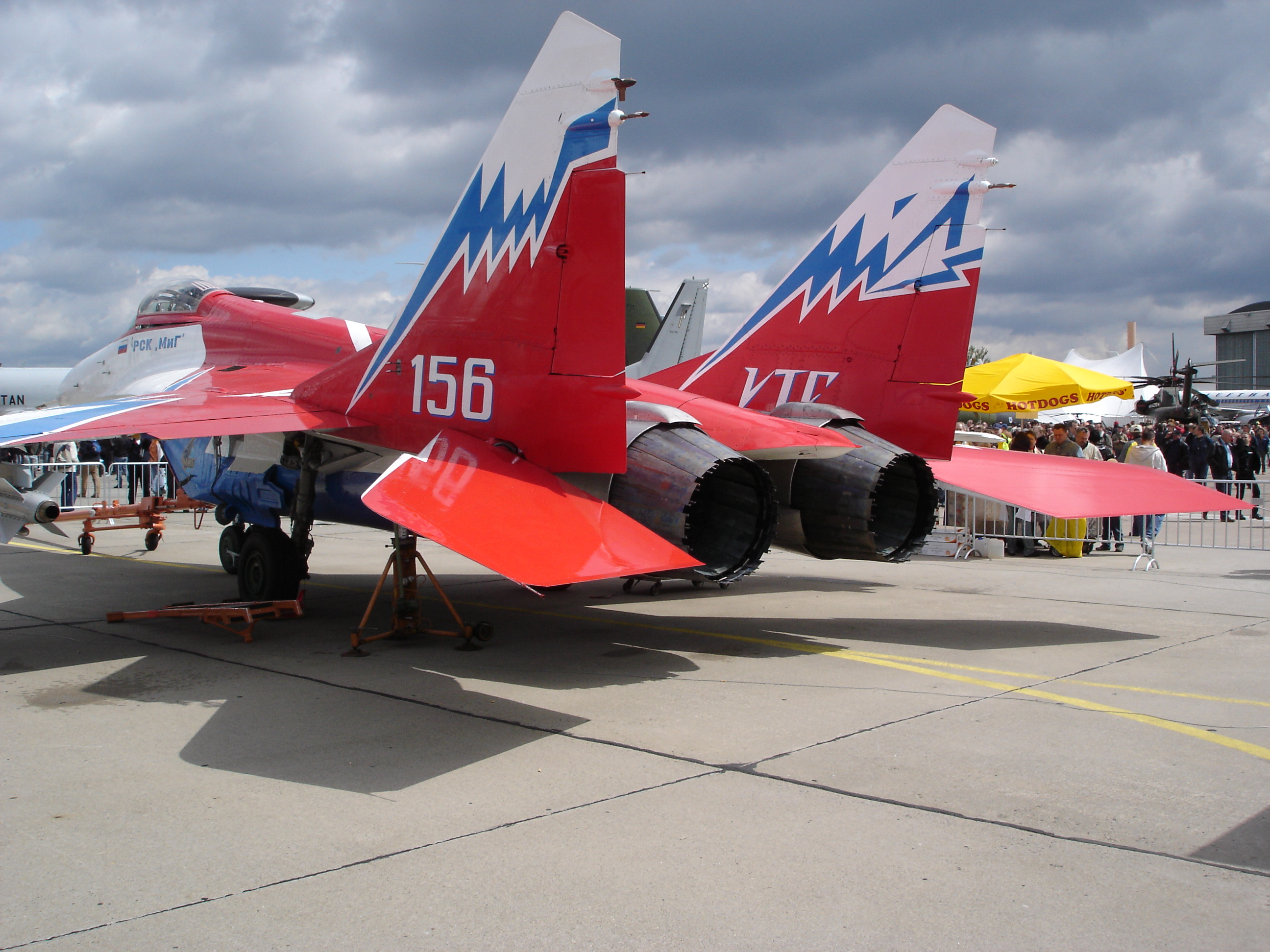
Động cơ mới của MiG-35

Trong tháng 3-1997, những quan chức quân đội quyết định loại bỏ dự án MFI vì nó tốn quá nhiều tiền. Bộ quốc phòng Nga ủng hộ phát triển chương trình MFI, và quyết định một sự sản xuất theo sau những chuyến bay thử nghiệm mà nó có thể mất tới 7 năm. Không quân Nga sẽ không trang bị thêm loại máy bay mới tiên tiến nào đến trước năm 2005 do không đủ ngân sách. Từ năm 1996, không có chiếc máy bay mới nào được trang bị.
Công ty MiG khẳng định rằng một chuyến bay thử nghiệm đã được tiến hành vào cuối năm 2000, các mẫu 1.44 đã bay liên tục vài chục phút trên không. Tuy nhiên, không có người đại diện của bộ quốc phòng, mà cũng không có nhà báo nào chứng kiến chuyến bay đó. Và do đó hiển nhiên trong năm 2001, MiG-35 sẽ không được phát triển hay sản xuất. Trong năm 2001, MiG tiếp tục theo đuổi chương trình phát triển loại máy bay chiến đấu thể hệ thứ 5 đời mới với tên gọi là MiG-35. Nga đã chi rất nhiều tiền để nâng cấp MiG-29 lên MiG-35 song hầu như chỉ chú trọng tới phần "vỏ" và động cơ mà không mấy quan tâm tới các thiết bị điện tử.
Đây là máy bay chiến đấu gần đây nhất được thiết kế tăng cường sự linh hoạt và khả năng phạm vi hoạt động lên thêm 2.100 km. MiG-35 được kế thừa các tính năng, trang bj của dự án MFI, hơn nữa còn một điểm đặc trưng là cải tiến thiết bị điện tử lắp trên máy bay, sự cải tiến rất lớn đối với hệ thống vũ khí, hệ thống HOTAS, mở rộng trang bị vũ khí tên lửa không đối không và tên lửa không đối đất, có tính năng nổi trội với thiết bị điện tử trong việc phòng vệ và tấn công, nó được trang bị hệ thống radar quét mạng điện tử tích cực Zhuk-AE (Bug-AE) được phát triển bởi Phazotron. Nó có 8 giá treo vũ khí và mang được 3 thùng nhiên liệu phụ bên ngoài. MiG-35 khi mang 2 trái Vympel R-73 và 3 thùng xăng phụ sẽ đạt tầm bay 3100 km, xa hơn các phiên bản MiG-29 trước đó.
Được mô tả là tương đương với F-35 của Mỹ, MiG-35 nhắm đến các đối tượng khách hàng "thu nhập thấp". Tư lệnh Không quân Nga Alexander Zelin hồi năm 2011 đã tuyên bố Nga sẽ sử dụng MiG-35 như một đối trọng với F-35 của Mỹ. Tuy nhiên, so sánh này là khập khiễng khi thực chất MiG-35 chỉ là bản thiết kế lại của MiG-29. Tờ "Trang Chiến lược" cho rằng dù tất cả những tính năng của MiG-35 là rất ấn tượng, thì khả năng tàng hình MiG-35 vẫn sẽ kém hơn F-35.

## Chế tạo
Được đưa ra thị trường dưới tên gọi MiG-35, nó đang được kì vọng là mặt hàng xuất khẩu tiềm năng. Nga đang xúc tiến tiếp thị loại máy bay mới này tới nhiều nước khác nhau như Syria, Libya, Iran, Algérie, Sudan, Ấn Độ, México, Brasil, Peru và một vài nước khác. Malaysia đang xem xét loại này để thêm vào số 12 chiếc MiG-29B hiện có và mua thêm máy bay Su-30MKM Flankers, số Su-30MKM đã được giao trong năm 2006. Trước đây, tên MiG-35 được quy cho dự án Dự án MiG 1.44.
Thiết kế MiG-35 bắt đầu từ nửa đầu thập niên 2000 và việc triển khai lắp ráp nó bắt đầu từ tháng 1/2007. Đến năm 2010, Nga xây dựng xong ba chiếc MiG-35, đã thử nghiệm và trình diễn trong một số triển lãm hàng không nhưng thông tin về chiếc máy bay tiêm kích đa năng này khá nhỏ giọt. Đặc biệt, khi hãng Sukhoi đã ký hợp đồng với Bộ Quốc phòng Nga cung cấp hàng trăm máy bay loại Su-27 cải tiến, Su-30 và Su-35 thì triển vọng của MiG-35 càng thấp hơn.
Tuy được đánh giá là loại máy bay tiêm kích đánh chặn có khả năng tác chiến đa năng hàng đầu nhưng MiG-35 đã thất bại trong gói thầu mua sắm 126 máy bay chiến đấu của không quân Ấn Độ vào năm 2011. Báo Kommersant dẫn nguồn từ cơ quan xuất khẩu vũ khí Nga -Rosoboronexport, cho hay Bộ Quốc phòng Ấn Độ có gửi thư cho cơ quan này nêu ra 14 điểm hạn chế của Mig-35. Một trong số đó là Mig-35 lắp loại động cơ RD-33MK, chỉ là phiên bản cải tiến từ loại RD-33 sản xuất năm 1972, nó không đạt được hiệu suất lực đẩy theo yêu cầu của không quân Ấn Độ. Radar Zhuk–MAE tuy là một radar quét mảng pha điện tử chủ động (AESA) rất tiên tiến, tuy nhiên tầm phát hiện mục tiêu thực tế của radar này không đạt được như trong hồ sơ dự thầu mà Rosboronexport cung cấp cho không quân Ấn Độ. Ngoài ra, chương trình thiết kế Mig-35 vẫn chưa hoàn tất. Việc sản xuất hàng loạt chỉ được bắt đầu từ năm 2013 - 2014.
Vào năm 2009, Bộ Quốc phòng Nga có thông báo cơ quan quốc phòng này trong một thời gian ngắn sẽ ký thỏa thuận ghi nhớ với hãng MiG về việc cung cấp MiG-35. Ngoài ra, Bộ Quốc phòng Nga khẳng định, đến năm 2015, không lực Nga sẽ có hai phi đội Su-35 và MiG-35 trong thành phần của mình nhưng kể cả năm 2009 và vài năm sau đó, đã không diễn ra việc ký kết thỏa thuận giữa quân đội với MiG để cung cấp máy bay tiêm kích loại mới cho không lực Nga.
Một vài chuyên gia khẳng định, MiG-35 mới thực chất là phiên bản cải tiến sâu của MiG-29M nên giới chức quân đội phải thận trọng và nghiên cứu kỹ lưỡng. Bộ Quốc phòng Nga cũng đã quyết định tạm dừng kế hoạch mua 37 chiếc máy bay chiến đấu MiG-35 đến năm 2016.
MiG-35 được phát triển từ MiG-29M1, nên khung thân của nó hầu như không có gì mới, mặc dù nó được trang bị hệ thống điện tử hàng không tiên tiến nhưng vẫn là tiêm kích thế hệ 4++. Những đặc tính kỹ chiến thuật của MiG-35 thì đã có thừa trên Su-35. Việc Không quân Nga đã từ chối hợp đồng mua MiG-35 cho đến năm 2016, điều đó đồng nghĩa với cơ hội được sản xuất hàng loạt của tiêm kích này sẽ càng chậm hơn.
Hợp đồng đầu tiên đặt hàng một lô 6 chiếc MiG-35 đã được quân đội Nga ký kết tại diễn đàn Army-2018. Hiện nay, việc sản xuất hàng loạt máy bay này đã bắt đầu và sẵn sàng cho việc sản xuất những lô hàng lớn để trang bị cho không quân Nga và phục vụ nhu cầu xuất khẩu.
Trong khuôn khổ Triển lãm Hàng không quốc tế Ấn Độ - Aero India 21, các nhà sản xuất máy bay Nga và đại diện tổ hợp công nghiệp quân sự Ấn Độ đang đàm phán về việc ký kết hợp đồng khoảng 5 tỷ USD nhằm cung cấp 110 chiếc máy bay chiến đấu MiG-35. Đại diện công ty Mikoyan cho biết, máy bay chiến đấu hạng nhẹ MiG-35 có giá cả rẻ hơn so với các chiến đấu cơ đồng hạng của phương Tây khoảng 30%, chi phí vận hành bay, chi phí bảo dưỡng cũng khá thấp, mua MiG-35 sẽ giúp Ấn Độ tiết kiệm 20% chi phí so với các chiến đấu cơ đồng hạng của những đối tác phương Tây.

## Tại triển lãm hàng không Bangalore
Trung tâm thử nghiệm bay Zhukovsky (thuộc Moskva), 22 tháng 1, công ty MiG đã đưa ra giới thiệu loại máy bay chiến đấu mới MiG-35, tiếp đó nó được đưa đến tham dự triển lãm hàng không Ấn Độ, và để nối lại sự cung cấp máy bay chiến đấu cho không quân Ấn Độ. Người đại diện công ty Barkovsky Vladimir phát biểu: "Chúng tôi sẽ tổ chức một cuộc biểu diễn quy mô lớn của MiG-35 trong suốt triển lãm tại Bangalore".
Triển lãm hàng không Ấn Độ là một sự kiện thướng niên hai năm tổ chức một lần, triển lãm hàng không vũ trụ Ấn Độ 2007 sẽ được diễn ra tại thành phố Bangalore miền nam Ấn Độ từ 7 tháng 2 đến 11 tháng 2-2007. Ấn Độ trước đó đã công bố một gói thầu cung cấp 126 máy bay chiến đấu hạng nhẹ cho không quân Ấn Độ với giá trị ước tính 6 tỉ USD (chương trình MMRCA). Bộ trưởng quốc phòng Nga và công ty MiG sẽ tích cực tham gia vào việc đấu thầu.
MiG-35, một phiên bản xuất khẩu của MiG-29M OVT (Fulcrum F), là một máy bay chiến đấu đa năng với khả năng thao diễn hoàn hảo, nó được trông thấy lần đầu tiên vào tháng 8-2005 trong suốt triển lãm hàng không MAKS bên ngoài Moskva. Nó được trang bị động cơ Klimov RD-33 OVT với các ống phụt điều khiển hướng bay. Động cơ RD-33 OVT cung cấo khả năng thao diễn cao cấp và tăng cường hiệu suất bay của máy bay trong không chiến phạm vi hẹp. MiG-35 của Nga có ý định cạnh tranh với các máy bay chiến đấu phản lực của Hoa Kỳ, Thụy Điển và Pháp như F-16 Fighting Falcon, F/A-18E/F Super Hornet, JAS 39 Gripen, Dassault Rafale, Eurofighter Typhoon trong cuộc đấu thầu cung cấp máy bay cho Ấn Độ. Công ty MiG cũng bắt đầu bay thử nghiệm MiG-29K Fulcrum D phiên bản hải quân, được thiết kế riêng cho hải quân Ấn Độ.
Nga sẽ cung cấp cho hải quân Ấn Độ 16 máy bay MiG-29K/KUB cho tàu sân bay của nước này (12 chiếc ghế đơn K và 4 chiếc 2 chỗ KUB) với hợp đồng ký có giá dưới 740 triệu USD vào tháng 1-2004. Hợp đồng cũng quy định những chương trình huấn luyện cho phi công và bảo dưỡng máy bay, bao gồm những thiết bị mô phỏng bay và hệ thống huấn luyện tương tác mặt đất và biển. Việc giao hàng được bắt đầu vào tháng 6-2007 trước khi việc nâng cấp tàu sân bay INS Vikramaditya (trước đây là lớp tàu sân bay Admiral Kuznetsov) hoàn thành và được chuyển tới Ấn Độ. Người ta hy vọng việc giao 16 chiếc máy bay sẽ được hoàn tất vào năm 2009. Trong hợp đồng có một tùy chọn để trang bị 30 máy bay bổ sung vào năm 2015.

## Hợp tác với Italia sản xuất máy bảo vệ làm nhiễu
Tại triển lãm hàng không Ấn Độ 2007, công ty MiG của Nga và công ty Elettronica của Italia có trụ sở tại Roma đã ký một biên bản ghi nhớ về việc trang bị cho MiG-35 một thiết bị làm nhiễu bảo vệ đa chức năng. 

## Thông số kỹ thuật

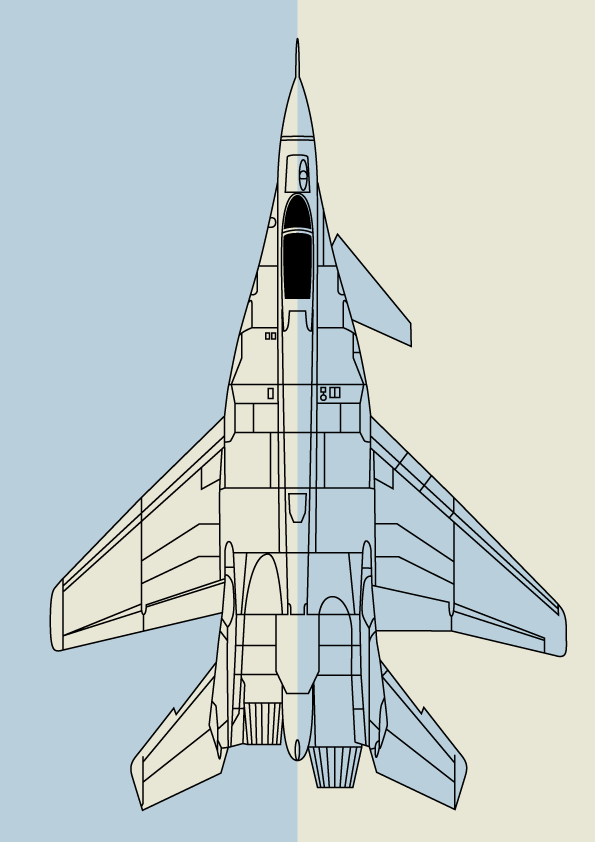
So sánh giữa MiG-29 và MiG-35

### Đặc điểm riêng
- Phi đoàn: 1 (hoặc 2 với phiên bản MiG-35D)
- Chiều dài: 17,32 m
- Sải cánh: 12 m
- Chiều cao: 4,44 m
- Diện tích cánh: 42 m²
- Trọng lượng rỗng: 13.500 kg
- Trọng lượng cất cánh: 18.500 kg
- Trọng lượng cất cánh tối đa: 29.700 kg (76.059 lb)
- Động cơ: 2x động cơ phản lực Klimov RD-33MK OVT "Morskaya Osa", lực đẩy 18.285 lbf (8.300 kg) mỗi chiếc

### Hiệu suất bay
- Vận tốc tối đa: 2.560 km/h
- Phạm vi hoạt động với tải trọng chiến đấu bình thường: 1.000 km
- Phạm vi bay mà không cần tiếp nhiên liệu: 3.500 km
- Trần bay thực tế: 17.500 m
- Tốc độ lên cao: 60.000 ft/min (~300 m/s)

### Vũ khí
Tải trọng vũ khí tối đa là khoảng 8 tấn, còn tải trọng chiến đấu thì thấp hơn, đạt mức 6,5 tấn vũ khí [tải trọng chiến đấu là lượng vũ khí tối đa mà máy bay có thể mang theo mà vẫn có thể tác chiến hiệu quả, còn tải trọng tối đa là lượng vũ khí lớn nhất mà máy bay có thể mang theo khi cất cánh (nhưng không thể tác chiến hiệu quả do tầm bay bị rút xuống quá ngắn), vì vậy cùng 1 máy bay thì tải trọng tối đa luôn lớn hơn khá nhiều so với tải trọng tác chiến]
- Súng chính: 1 pháo 30 mm GSH-30-1 với 150 viên đạn.
- Giá treo vũ khí: 9 giá treo vũ khí (8 dưới cánh và 1 dưới bụng)
- Tên lửa Không-đối-không: 4 AA-10 Alamo (R-27R, R-27T, R-27ER, R-27ET), hoặc 4 AA-8 Aphid (R-60M), hoặc 8 AA-11 Archer (R-73E, R-73M, R-74M), hoặc 8 AA-12 Adder (R-77), hoặc 6 AA-13 Axehead (R37M, RVV-BD)
- Tên lửa Không-đối-hải: 4 AS-17 Krypton (Kh-31A, Kh-31P) hoặc 4 AS-14 Kedge (Kh-29T, Kh-29L) hoặc 4 quả Kh-35
- Tên lửa Không-đối-đất: các loại tên lửa S-8, S-13, S-24, S-25L, S-250 không điều khiển và dẫn đường bằng laser.

### Hệ thống điện tử
- Radar Zhuk AE Phazotron N-109

## Nội dung liên quan

### Được phát triển từ
- Mikoyan MiG-29

### Máy bay có tính năng tương đương
- Sukhoi Su-27
- Sukhoi Su-30
- F-16 Fighting Falcon
- F/A-18E/F Super Hornet
- Dassault Rafale
- JAS 39 Gripen
- Eurofighter Typhoon
- Mitsubishi F-2
- Chengdu J-10

### Danh sách tiếp theo
MiG-27 -
MiG-29 -
MiG-29MRCA -
MiG-29M2 -
MiG-31 -
MiG-33 -
MiG-35